# Aphyllocladus
Aphyllocladus é um género botânico pertencente à família Asteraceae.